# Scabdates
Scabdates è il secondo album live ufficiale dei The Mars Volta, pubblicato nel 2005 e contenente pezzi registrati tra il maggio 2004 e il maggio 2005, durante il tour di supporto a Frances the Mute.

## Il disco
Sebbene il disco contenga dodici tracce vi sono rappresentati solo tre degli album della band; molti dei pezzi sono ampliamenti di temi musicali che appaiono in altri lavori, o pezzi completamente nuovi. Per esempio, la lunga introduzione di Cicatriz, che si lega a Haruspex, comprende circa 48 minuti dell'intero disco e include una lunga improvvisazione che si può ritrovare in Cassandra Gemini (questo pezzo fu registrato il 12 maggio 2005, quasi un anno prima della pubblicazione di Frances the Mute).
I The Mars Volta hanno apertamente incoraggiato lo scambio di bootleg dei loro spettacoli, ma Scabdates è stato apprezzato da molti fan per l'eccellente qualità del suono e per essere stato il primo album ufficiale del gruppo a contenere le lunghe sperimentazioni che i The Mars Volta eseguono dal vivo. Le critiche non sono mancate, e ad esempio IGN ha descritto l'album come “un vagabondare musicale senza meta, che alcuni considerano un'opera geniale e altri un vuoto esercizio di presuntuosa masturbazione musicale”. Qualunque sia la propria l'opinione sullo stile della band, si tratta senza dubbio del motivo del grande disaccordo tra gli ammiratori e i critici degli spettacoli dei The Mars Volta. Un altro aspetto criticato delle improvvisazioni live della band è la sproporzionata presenza di Omar Rodríguez-López nel sound, mentre gli altri musicisti hanno a disposizione tempi e spazi relativamente minori.
Nonostante la musica di Scabdates sia stata presa quasi completamente da spettacoli dal vivo, non è completamente uguale a come è stata suonata; Part IV in Cicatriz comprende un collage psichedelico di suoni di otto minuti tratto da altre performance live del gruppo che non si trovava nella versione iniziale, e Abrasions Mount The Timpani comprende campionamenti sonori di bambini che piangono e di annunci aeroportuali registrati da Omar durante gli spostamenti per il tour.
Il packaging contiene fotografie di Danielle Van Ark. L'album termina con Cedric che dice ai fan urlanti di andare a casa e lavarsi.

## Tracce
1. Abrasions Mount The Timpani – 4:07
2. Take The Veil Cerpin Taxt – 5:57
3. Take The Veil Cerpin Taxt: A. Gust Of Mutts... – 2:34
4. Take The Veil Cerpin Taxt: B. ...And Ghosted Pouts – 4:52
5. Caviglia – 2:46
6. Concertina – 4:17
7. Haruspex – 5:24
8. Cicatriz – 8:16
9. Cicatriz: A. Part I – 2:34
10. Cicatriz: B. Part II – 7:39
11. Cicatriz: C. Part III – 4:29
12. Cicatriz: D. Part IV – 20:00

## Formazione

### Gruppo
- Omar Rodríguez-López - chitarra
- Cedric Bixler Zavala - voce
- Jon Theodore - batteria
- Isaiah Ikey Owens - tastiere
- Juan Alderete de la Peña - basso elettrico
- Marcel Rodríguez-López - percussioni
- Adrián Terrazas-González - flauto, sassofono tenore, clarinetto
- Pablo Hinojos-Gonzalez - chitarra

### Altri musicisti
Henry Trejo

Amery Awol Smith

Jesse Isaacs

Jerry Riccardi

Joe Paul Slaby

Dan Hadley

Shaun Sebastian

Keith Mitchell

Jonathan Debaun

Greg Nelson

Steve Taylor

Lalo Medina

Paul Drake

## Registrazioni
05/05/2005 - Roseland Ballroom - New York City, NY

Abrasions Mount The Timpani

Take the Veil Cerpin Taxt
05/06/2005 - Roseland Ballroom - New York City, NY

Gust of Mutts
05/12/2004 - The Wiltern - Los Angeles, CA

Haruspex

Cicatriz

Cicatriz, Pt. I

Cicatriz, Pt. II

Cicatriz, Pt. III

Cicatriz, Pt. IV
05/13/2004 - The Wiltern - Los Angeles, CA

Caviglia
10/08/2005 - McAfee Coliseum - Oakland, CA
Concertina
Sconosciuto

And Ghosted Pouts

(Sembra forse una registrazione in studio, per la differenza nella qualità sonora. Il rumore dovuto alla caduta di un piatto potrebbe essere una trovata per mascherare l'unione tra i pezzi).